# Kanton Mâcon-Nord
Der Kanton Mâcon-Nord war von 1801 bis 2015 ein französischer Wahlkreis im Arrondissement Mâcon, im Département Saône-et-Loire und in der Region Bourgogne. Hauptort war Mâcon.  

## Gemeinden
Der Kanton umfasste den nördlichen Teil der Stadt Mâcon (angegeben ist hier die Gesamteinwohnerzahl, im Kanton lebten etwa 13.500 Einwohner der Stadt) und 13n weitere Gemeinden:
| Gemeinde                 | Einwohner Jahr | Fläche km² | Bevölkerungsdichte | Code INSEE | Postleitzahl |
| ------------------------ | -------------- | ---------- | ------------------ | ---------- | ------------ |
| Berzé-la-Ville           | 588 (2013)     | –          | – Einw./km²        | 71032      | 71960        |
| Charbonnières            | 358 (2013)     | –          | – Einw./km²        | 71099      | 71260        |
| Chevagny-les-Chevrières  | 595 (2013)     | –          | – Einw./km²        | 71126      | 71960        |
| Hurigny                  | 1.949 (2013)   | –          | – Einw./km²        | 71235      | 71870        |
| Igé                      | 860 (2013)     | –          | – Einw./km²        | 71236      | 71960        |
| Laizé                    | 1.088 (2013)   | –          | – Einw./km²        | 71250      | 71870        |
| Mâcon                    | 33.350 (2013)  | –          | – Einw./km²        | 71270      | 71000        |
| Milly-Lamartine          | 359 (2013)     | –          | – Einw./km²        | 71299      | 71960        |
| La Roche-Vineuse         | 1.499 (2013)   | –          | – Einw./km²        | 71371      | 71960        |
| Saint-Martin-Belle-Roche | 1.336 (2013)   | –          | – Einw./km²        | 71448      | 71118        |
| Sancé                    | 1.868 (2013)   | –          | – Einw./km²        | 71497      | 71000        |
| Senozan                  | 1.116 (2013)   | –          | – Einw./km²        | 71513      | 71260        |
| Sologny                  | 576 (2013)     | –          | – Einw./km²        | 71525      | 71960        |
| Verzé                    | 760 (2013)     | –          | – Einw./km²        | 71574      | 71960        |